# Wojna angielsko-hiszpańska (1587–1604)
Wojna angielsko-hiszpańska (1587–1604) – konflikt pomiędzy Anglią i Hiszpanią na przełomie XVI i XVII wieku. Według niektórych źródeł rozpoczął się już w 1585 r. angielską wyprawą zbrojną do Niderlandów. Zakończyła się w 1604 r. podpisaniem pokoju londyńskiego, nie przynosząc rezultatu.

## Geneza
W latach 60. XVI wieku Filip II Habsburg, władca Hiszpanii stanął w obliczu narastających konfliktów religijnych, związanych z rosnącą rolą protestantyzmu w Niderlandach. Jako obrońca wiary katolickiej, dążył do usunięcia herezji z terytorium jego państwa, co ostatecznie doprowadziło do wybuchu otwartej rebelii w 1566 r. W tym samym czasie pogarszały się dalej stosunki angielsko-hiszpańskie, co związane było z dążeniami Elżbiety I do przywrócenia władzy królewskiej nad Kościołem anglikańskim poprzez uchwalenie Aktu Supremacji w 1559 r. Przez Katolików wydarzenie to zostało poczytane jako definitywne zerwanie Anglii z papiestwem. Nawoływanie przez angielskich Protestantów do podjęcia odsieczy niderlandzkim rebeliantom jeszcze bardziej pogorszyły stosunki Anglii z monarchią hiszpańską, podobnie jak wojny religijne we Francji, w których to oba państwa wspomagały przeciwne strony konfliktu.
Aktywność brytyjskich żeglarzy, zapoczątkowana przez Johna Hawkinsa w 1562 r., otrzymała milczące poparcie Elżbiety I. Hiszpanie twierdzili natomiast, iż handel Hawkinsa z koloniami Hiszpanii stanowi przemyt. We wrześniu 1568 r. ekspedycja prowadzona przez Hawkinsa oraz Francisa Drake’a została zaskoczona przez hiszpańską flotę. Podczas bitwy pod San Juan de Ulúa w okolicach Veracruz (Meksyk) znaczna część floty Hawkinsa została zdobyta lub zatopiona. Spowodowało to dalsze pogorszenie stosunków hiszpańsko-angielskich. W kolejnym roku w ramach rewanżu, Anglicy zatrzymali dużą liczbę statków hiszpańskich, płynących do Niderlandów w celu wsparcia armii. Ponadto Hawkins i Drake zintensyfikowali swoje działania korsarskie poprzez wielokrotne napadanie na hiszpańskie statki handlowe. Miało to spowodować osłabienie monopolu Hiszpanii na handel atlantycki.
W kolejnych latach siły angielskie wspomogły siły Antoniego de Crato podczas wojny o sukcesję portugalską. W tym samym czasie Filip II poparł irlandzką rebelię, sprzeciwiającą się reformom religijnym Elżbiety I. W 1584 r. hiszpański władca podpisał traktat w Joinville z francuską Ligą Katolicką, mający na celu zwalczanie protestantyzmu we Francji. W kolejnym roku Elżbieta I zawarła z Holendrami traktat w Nonsuch, oferując im wsparcie wojskowe. Filip II uznał ten akt za wypowiedzenie wojny Hiszpanii.

## Wybuch
W sierpniu 1585 r. Anglia włączyła się do wojny osiemdziesięcioletniej po stronie holenderskich rebeliantów. Francis Drake wyruszył do Indii Zachodnich, gdzie zdobył Santo Domingo, Cartagena de Indias i St. Augustine. Na początku października brytyjskie siły wylądowały w Galicji i zajęły Vigo oraz Baionę. Filip II planował inwazję Anglii, jednak jego plany spaliły na panewce w kwietniu 1587, kiedy Francis Drake spalił w Kadyksie 37 hiszpańskich okrętów. W tym samym roku ścięta została w Anglii Maria I Stuart, co spowodowało wzrost poparcia dla Filipa II wśród katolickich władców Europy.

## Inwazja
W ramach odwetu za egzekucję Marii, Filip II przyrzekł organizację wyprawy do Anglii w celu osadzenia na jej tronie Katolika. Na Wyspy Brytyjskie wysłał więc 130 statków wraz z 8 tys. żołnierzy i 18 tys. żeglarzy. W celu sfinansowania wyprawy papież Sykstus V zezwolił na wprowadzenie specjalnego podatku. Sykstus obiecał także dodatkowe wsparcie finansowe, jeżeli wojskom hiszpańskim uda się zejść na ląd angielski. 28 maja 1588 r. armada podniosła żagle i ruszyła w kierunku Niderlandów, gdzie miały się do niej przyłączyć dodatkowe oddziały. Zanim statki dotarły do celu, siły angielskie pokonały armadę podczas bitwy pod Gravelines, co zmusiło Hiszpanów do skierowania się na północ. Armada popłynęła wokół Szkocji, gdzie z powodu sztormów została ostatecznie zniszczona. Pokonanie Wielkiej Armady zrewolucjonizowało morską sztukę wojskową i było cennym doświadczeniem dla angielskich marynarzy. Ponadto Anglicy mogli utrzymać pomoc wojskową dla przeciwników Hiszpanów, a samo wydarzenie zostało poczytane jako znak, iż Bóg wspomaga reformację w Anglii.
Angielska Armada pod wodzą Francisa Drake’a i Johna Norreysa została wysłana do Hiszpanii w celu zniszczenia hiszpańskiej floty atlantyckiej, która przebywała w portach w Santanderze, A Coruña oraz San Sebastián. Ponadto mieli oni zdobyć nadpływającą hiszpańską flotę skarbów oraz wyprzeć siły hiszpańskie z Portugalii na rzecz Antoniego de Crato. Wyprawa zakończyła się jednak niepowodzeniem. W A Coruña Anglikom udało się zdobyć wiele statków hiszpańskich, jednak gdy podczas oczekiwania na sprzyjający wiatr zaatakowali cytadelę, zostali odparci. Ze względu na słabą organizację nie udało się także zdobyć Lizbony. Następnie zaatakowała choroba, a w okolicy Azorów część floty została rozproszona przez sztorm.

## Dalszy przebieg wojny

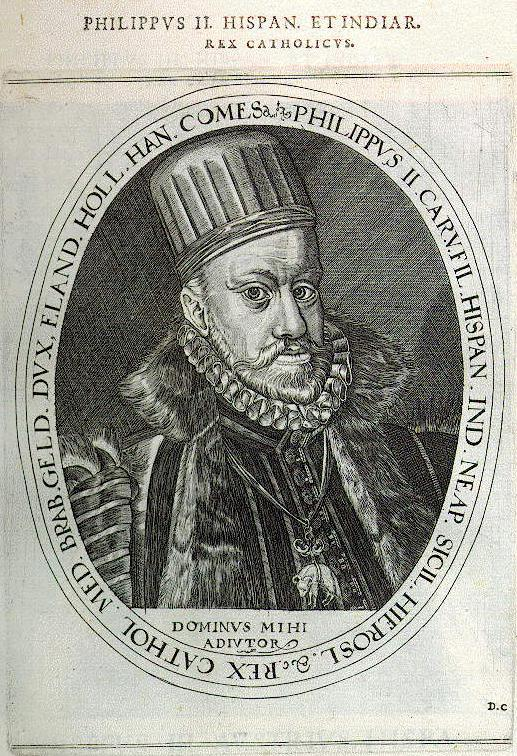
Filip II

W kolejnym roku nastąpiło chwilowe wytchnienie, podczas którego Hiszpanie mogli odbudować i ponownie uzbroić swoją armię. Dumą ich odtworzonej floty było dwanaście nowych galeonów, zwanych Dwunastoma Apostołami. Marynarka wojenna Hiszpanii okazała się bardziej efektywna niż w 1588 r. i szybko rozprawiła się z angielskimi korsarzami, napadającymi na ich statki. Niepowodzeniem zakończyły się więc ekspedycje Martina Frobishera, Johna Hawkinsa oraz Georga Clifforda, hrabiego Cumberland, zorganizowane na początku ostatniej dekady XVI wieku. W 1591 r. udało się natomiast Hiszpanom pokonać statki dowodzone przez Effinghama, który zamierzał wciągnąć ich w zasadzkę w okolicach Azorów. Sprawna ochrona statków handlowych pozwoliła na przykład na dostarczenie na Półwysep Iberyjski w latach 1591-1600 trzy razy więcej srebra niż w poprzedniej dekadzie.
W 1590 r. Hiszpanie wysadzili znaczące siły w Bretanii, gdzie trwał spór pomiędzy Ligą Katolicką a połączonymi siłami Anglików i francuskich Hugenotów. Udało im się wyprzeć protestantów z tego regionu, choć w rękach hugenockich pozostał Brest. Zarówno Hawkins, jak i Drake zginęli z powodu choroby podczas zgubnej ekspedycji z lat 1595-1596 przeciwko Portoryko, Panamie oraz innym regionom w Ameryce Środkowej, należących do Hiszpanii. Anglia poniosła podczas tej wyprawy dotkliwe straty. W 1595 r. natomiast Hiszpanie z Carlosem de Amésquita na czele, najechali Penzance (Kornwalia) i kilka okolicznych wsi.
W następnym roku angielsko-holenderska wyprawa pod wodzą Robertem Devereux, młodego faworyta Elżbiety I, złupiła Kadyks, zadając dotkliwe straty hiszpańskiej flocie, pozostawiając za sobą ruiny miasta i uniemożliwiając dokonania planowanego desantu sił hiszpańskich w Anglii. Devereux nie zdobył jednak zbyt wielu kosztowności, gdyż hiszpański dowódca w porę zatopił statki, na których były one przewożone. Później skarb został wydobyty z dna portu. W Anglii zwycięstwo w Kadyksie odebrano jako wielki triumf, porównywalny do pokonania Wielkiej Armady.
Na mocy podpisania przymierza pomiędzy Anglią, Francją i Holandią, Elżbieta I wysłała do Francji 2 tys. żołnierzy po tym, jak Hiszpanie zdobyli Calais. Walki trwały do 1598 r., kiedy to poprzez konwersję na Katolicyzm Henryk IV Burbon zyskał szerokie poparcie ludności francuskiej dla objęcia przez niego tronu. Straciła też sens religijna wojna domowa we Francji, w którą wmieszani byli także Hiszpanie. Podpisano więc pokój w Vervins, kończący wojny religijne z hugenotami.
Wojna angielsko-hiszpańska toczyła się także w Irlandii. W 1594 r. wybuchła tu irlandzka wojna dziewięcioletnia, kiedy tutejsze społeczeństwo wystąpiło z pomocą sił hiszpańskich przeciwko władzy angielskiej, co odzwierciedlało ingerencję Anglii w konflikt niderlandzko-hiszpański. Kiedy siły angielskie były zaangażowane w konflikt w Irlandii, Hiszpanie wysłali przeciwko nim dwie kolejne wyprawy: w 1596 i 1597 r. Pierwszą z nich pokonał sztorm na północ od Hiszpanii, a druga zakończyła się z powodu niesprzyjającej pogody w okolicy wybrzeża Wielkiej Brytanii. W 1598 r. zmarł Filip II, a wojnę kontynuował Filip III Habsburg, choć z mniejszą determinacją.
Pod koniec 1601 r. w kierunku Wysp Brytyjskich posłana została ostatnia hiszpańska wyprawa. Jej uczestnicy mieli wspomóc rebelię w Irlandii. Hiszpanie wkroczyli do miasta Kinsale w liczbie 3 tys., po czym zostali otoczeni przez Anglików. Mimo że z odsieczą przybyli Irlandczycy, brak komunikacji pomiędzy oboma sprzymierzeńcami doprowadził do ostatecznego zwycięstwa Anglików w bitwie pod Kinsale. Wojska hiszpańskie powróciły do kraju, a rebelia zakończyła się w 1603 r., niedługo po śmierci Elżbiety I. Kolejnym królem Anglii został Jakub I Stuart, który uznał się za obrońcę pokoju w Europie i jako priorytet uważał zawarcie ugody pomiędzy Anglią a Hiszpanią. Pokój londyński podpisany w 1604 r. uznawał zasadę status quo ante bellum.